# Kishangarh (Staat)
Kishangarh (Hindi: किशानगढ़, Kiśāngaṛh) war einer der Fürstenstaaten der Rajputen im heutigen Rajasthan. Seine Hauptstadt war der Ort Kishangarh.
Das Fürstentum der Rathore-Dynastie wurde 1611 von Raja Kishan Sing, einem Sohn des Maharaja Udai Sing von Marwar/Jodhpur gegründet. Raja Raj Singh (1706–1748) nahm den Maharaja-Titel an. Die Briten genehmigten ihm einen Salut von 15 Schuss. Kishangarh war 1818–1947 britisches Protektorat und hatte 1941 eine Fläche von 2199 km² und 100.000 Einwohner. Am 25. März 1948 erfolgte der Beitritt zur Union von Rajasthan, am 7. April 1949 der Anschluss an Indien, am 1. November 1956 die Auflösung des Fürstenstaats.
Der Staat hatte von alters her das Münzregal verliehen bekommen, das jedoch zur Kolonialzeit nicht ausgeübt wurde. Kishangarh hatte 1899–1950 eine eigene Staatspost mit eigenen Briefmarken.